# Steudach (Erlangen)

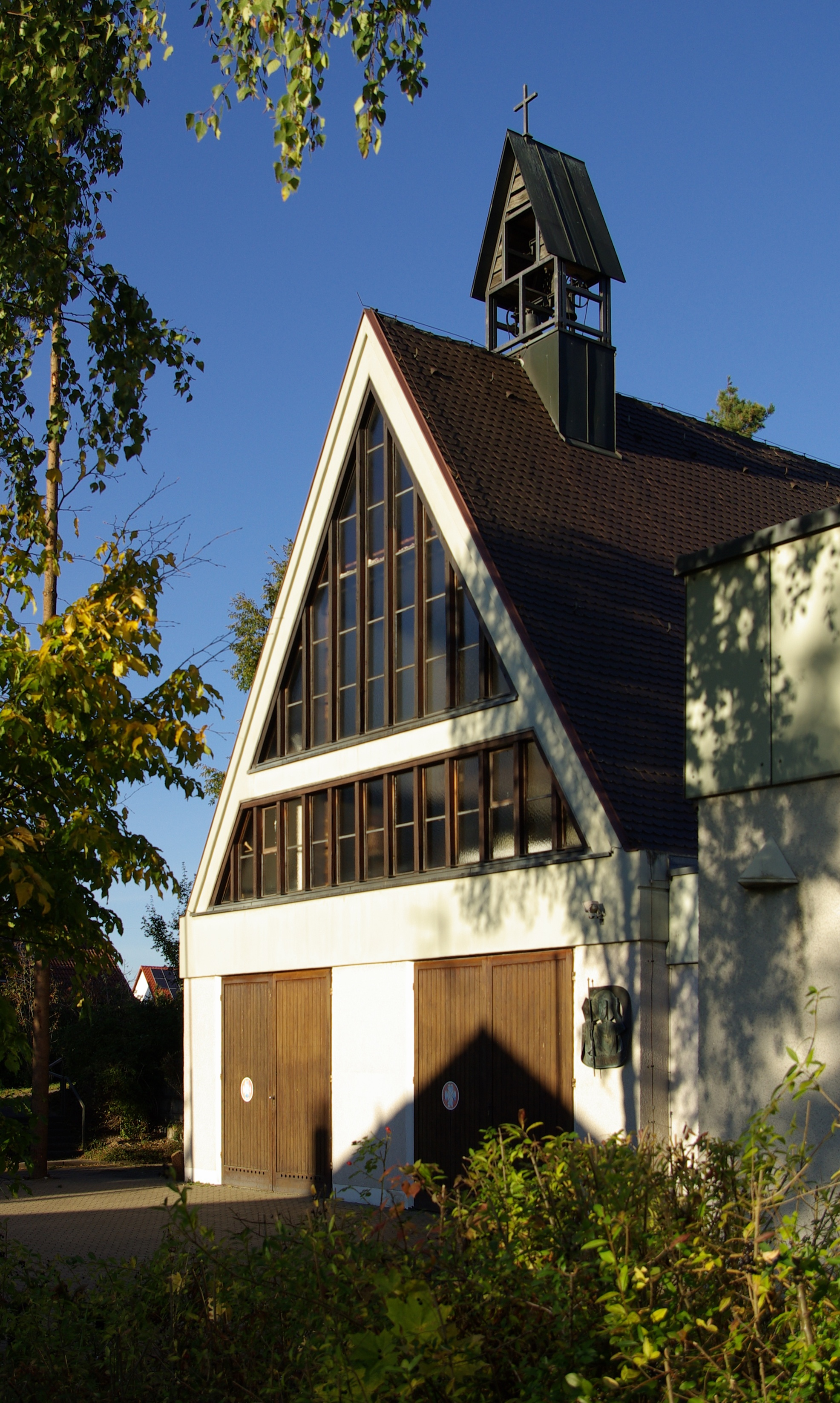
St. Michael

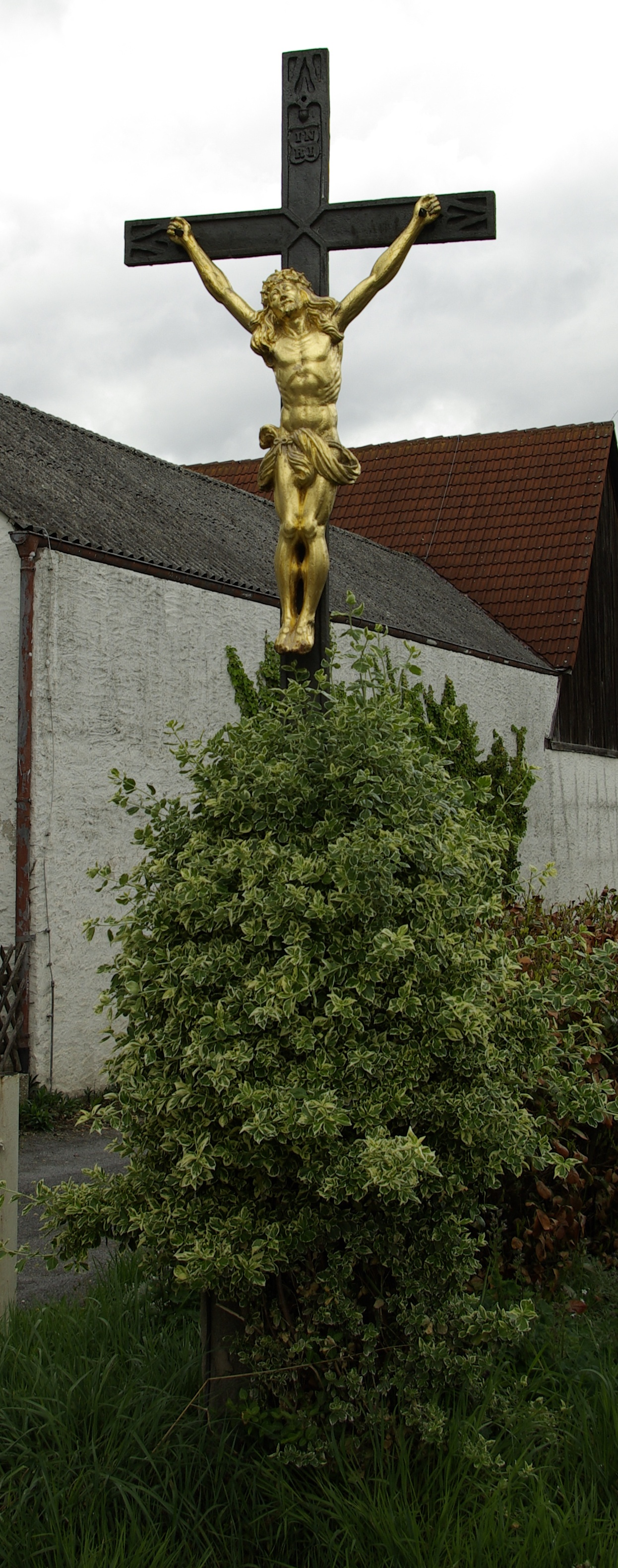
Wegkreuz

Steudach (fränkisch: Schdait oder auch Schdaidi) ist ein Gemeindeteil der kreisfreien Stadt Erlangen (Mittelfranken, Bayern).

## Geographie
Das Kirchdorf liegt am Rittersbach, einem rechten Zufluss des Bimbachs, der östlich des Ortes die Kastenweiher speist. Der Ort ist unmittelbar von Acker- und Grünland umgeben. Im Südwesten wird die Flur Schleifwegäcker genannt, im Südosten Lampeläcker und im Nordwesten Trutenäcker. Etwas weiter südwestlich befindet sich der Klosterwald.
Eine Gemeindeverbindungsstraße verläuft nach Häusling zur Kreisstraße ER 1 (1,4 km nördlich) bzw. nach Frauenaurach (1,8 km südöstlich). Eine weitere Gemeindeverbindungsstraße verläuft zur Staatsstraße 2263 bei Neuses (2 km südwestlich) bzw. zur ER 1 (1,2 km nordöstlich).

## Geschichte
Der Ort wurde 1348 als „Steudech“ erstmals urkundlich erwähnt. Dem Ortsnamen liegt das ahd. Wort stūda (Staude, Busch, Dornstrauch) mit Kollektivsuffix –ahi zugrunde und bezeichnete demnach eine Gegend, die von Gebüsch bewachsen war. Lehnsherr war das Hochstift Bamberg. 1384 kaufte der Nürnberger Patrizier Leupold Schürstab von Friedrich v. Laufamholz u. a. die Vogtei über acht Höfe in „Steudach“. 1463 verkauften Hieronymus und Niklas Schürstab ihre Ansprüche in Steudach an Wilhelm Kolberg. 1468 gehörten zum Ort 73⁄4 Huben Felder, die auf 13 Anwesen verteilt waren, wie aus dem Urbar der Bamberger Dompropstei hervorgeht. 1528 wie auch 1570 waren die grundherrlichen Ansprüche über die acht Steudacher Güter immer noch in der Hand der Löffelholz. Im Löffelholz’schen Salbuch von 1570 wurde deren Umfang mit 33⁄4 Huben angegeben. Das dompropstische Urbar von 1580 verzeichnete neben den 8 Löffelholz’schen Anwesen, 8 dompropstische Anwesen. Der Umfang der Ländereien war derselbe wie 1468. In der Folgezeit – wahrscheinlich nach dem Dreißigjährigen Krieg – fielen die Lehen alle ans Dompropsteiamt Büchenbach heim. Es gab 4 Ganzhöfe, die 1747 in 3 Halbhöfe, 2 Dreiachtelhöfe, 7 Viertelhöfe und 1 Achtelhof zerschlagen wurden.
Gegen Ende des 18. Jahrhunderts gab es in Steudach 13 Anwesen (2 Huben, 7 Viertelhuben, 1 Halbhof, 2 Dreiachtelhöfe). Das Hochgericht übte das bambergische Dompropsteiamt Büchenbach im begrenzten Umfang aus. Es hatte ggf. an das bambergische Centamt Herzogenaurach auszuliefern. Die Dorf- und Gemeindeherrschaft sowie die Grundherrschaft über alle Anwesen hatte das Dompropsteiamt Büchenbach.
Von 1803 bis 1810 unterstand der Ort dem Justiz- und Kammeramt Erlangen. 1810 kam Steudach an das Königreich Bayern. Im Rahmen des Gemeindeedikts wurde es dem 1811 gebildeten Steuerdistrikt Büchenbach und der 1818 gegründeten Ruralgemeinde Kosbach zugeordnet.
Am 7. Oktober 1923 wurde in Steudach die Kriegergedächtniskapelle St. Michael eingeweiht. Im April 1976 musste sie wegen Baufälligkeit abgebrochen werden. Bereits 1973 wurde ein Haus errichtet, das bis heute zugleich als Kirche und als Feuerwehrhaus dient. Am 1. Januar 1967 wurde Steudach als Teil der Gemeinde Kosbach nach Erlangen eingemeindet. In der Folgezeit entstand neben dem Altort eine Neubausiedlung.

### Baudenkmäler
- Kieselbergstraße 1: Bauernhaus
- Sankt Michael 31: Bauernhaus
- Sankt Michael 35: Bauernhof
- Sankt Michael 42/44: Wohnhaus
- Bildstock
- Wegkreuz
- Martersäule

### Einwohnerentwicklung
| Jahr      | 001818 | 001861 | 001871 | 001885 | 001900 | 001925 | 001950 | 001961 | 001970 | 001987 | 002000 |
| Einwohner | 108    | 128    | 123    | 123    | 105    | 129    | 216    | 147    | 166    | 217    | 285    |
| Häuser    | 14     |        |        | 18     | 19     | 21     | 25     | 29     |        | 55     |        |
| Quelle    | [ 10 ] | [ 11 ] | [ 12 ] | [ 13 ] | [ 14 ] | [ 15 ] | [ 16 ] | [ 17 ] | [ 18 ] | [ 19 ] | [ 1 ]  |

## Religion
Der Ort ist römisch-katholisch geprägt und nach St. Xystus  (Büchenbach) gepfarrt. Die Protestanten waren ursprünglich in die Dreifaltigkeitskirche (Erlangen) gepfarrt, mittlerweile sind sie in die Martin-Luther-Kirche (Büchenbach) gepfarrt.